# 丹尼·拉察
丹尼·拉察（德語：Danny Latza，1989年12月7日—）是一位德国足球运动员，現效力於德甲球隊史浩克04，于场上司职防守中场。

## 俱乐部生涯
拉察是在阿米尼亚于肯多夫（DJK Arminia Ückendorf）开始自己的足球生涯，后于1998-99赛季转会至沙尔克04。在那里，他先后代表多个级别的青年队效力，直至2009年1月被提拔上一线队。2009年2月14日，拉察完成了自己的德甲首秀，在沙尔克对阵波鸿的比赛中替补登场。
由于在沙尔克一线队长期缺乏机会，他在2011年与当时仍处德丙的达姆施塔特98签署了一份为期两年的合同。至2013年夏天，德乙俱乐部杜伊斯堡又宣布签入拉察。然而这份合同仅适用于德乙，并且在德国足球职业联盟剥夺了2013-14赛季杜伊斯堡的参赛牌照后被取消。经过短暂的审讯，拉察于同年7月6日得以加盟另一家德乙俱乐部波鸿。2013年7月21日，拉察首次代表新东家亮相，在客场对阵柏林联盟的比赛中射入赛季个人首球。
至2015-16赛季，拉察转投德甲俱乐部美因茨05。在2016年12月17日客场以3比1战胜汉堡的比赛中，他包办了美因茨的全部3个入球，完成帽子戏法，同时这也是他个人取得的首个德甲入球。拉察的合同将持续至2019年6月30日止。

## 国家队生涯
拉察曾入选德国U17青年队参加2006年欧洲U-17足球锦标赛的大名单，并随队达到半决赛。2008年，他又被召入德国U19青年队，以参加在捷克举行的欧洲U-19足球锦标赛。在那里，他协助球队于决赛以3比1战胜意大利，加冕欧洲冠军。